# EURion

EURion w postaci pięciu okręgów

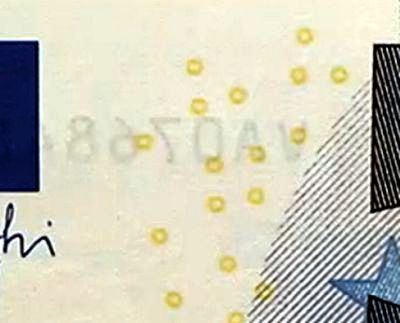
EURion na banknocie 5 euro

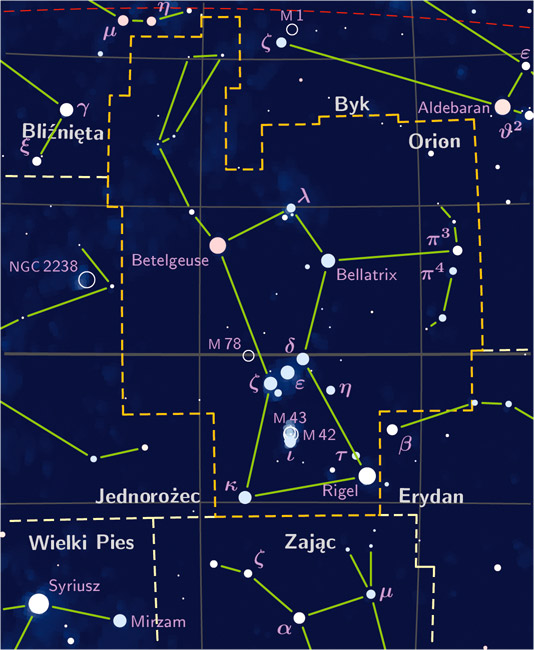
Konstelacja Oriona

EURion (Konstelacja EURion) – układ pięciu okręgów pomarańczowych, zielonych lub żółtych o rozmieszczeniu przypominającym konstelację Oriona, umieszczany na wielu banknotach projektowanych po 1996 roku, rozpoznawany przez kolorowe urządzenia kopiujące – wskutek czego urządzenia te blokują możliwość skanowania.